# Calico (azienda)
Calico è un'azienda indipendente di ricerca e sviluppo nel campo delle biotecnologie fondata nel 2013 da Google Inc. e Arthur D. Levinson con l'obiettivo di combattere l'invecchiamento e le patologie correlate.
Il nome Calico è un'abbreviazione di "California Life Company".
Larry Page ha descritto Calico come un'azienda interessata alla salute, al benessere e alla longevità.
Ad agosto 2015, Google ha annunciato il progetto di ristrutturazione societaria attraverso la nuova compagnia Alphabet, di cui Google e Calico sono due delle principali società.

## Collaborazioni
Nel settembre 2014 è stato annunciato che Calico, in collaborazione con AbbVie, starebbe aprendo un laboratorio di ricerca e sviluppo incentrato sull'invecchiamento e le patologie correlate, come la neurodegenerazione e il cancro.
Inizialmente entrambe le aziende investiranno 250 milioni di dollari, con la possibilità di investire ulteriori 500 milioni ciascuna in seguito. Lo stesso mese, Calico ha annunciato una collaborazione con l'"University of Texas Southwestern Medical Center" e "2M Companies" riguardante lo sviluppo di farmaci per le malattie neurodegenerative.
Nel 2015, il "Broad Institute of MIT and Harvard" ha annunciato una collaborazione con Calico per far avanzare la ricerca sulle malattie correlate all'invecchiamento e le relative terapie.
Un'ulteriore collaborazione è stata annunciata con il "Buck Institute for Research on Aging". Sempre nel 2015 Calico ha annunciato una partnership con QB3 relativa alla ricerca sugli aspetti biologici dell'invecchiamento e l'identificazione di possibili terapie per patologie legate all'età, e un'ulteriore collaborazione con AncestryDNA basata su ricerche relative all'evoluzione genetica durante la storia dell'umanità.

## Inibitori della NAMP
Calico ha autorizzato un farmaco sperimentale basato sul composto P7C3 coinvolto nell'inibizione dell'enzima Nicotinamide fosforobosiltransferase che è coinvolto nella biosintesi della Nicotinamide adenina dinucleotide. I composti P7C3 hanno precedentemente mostrato, in un gran numero di pubblicazioni, di essere benefici in modelli animali per le neurodegenerazioni dovute all'invecchiamento. La partnership include un investimento iniziale e il mantenimento economico del progetto per lo sviluppo di terapie basate su questi composti.

## Modulatori della ISR
Calico è entrata in collaborazione con Peter Walter e il suo laboratorio all'UCSF per sviluppare la loro tecnologia per modulare la Risposta Integrata allo Stress (ISR), ovvero un insieme di percorsi biochimici attivati in risposta allo stress. Questa ricerca ha le potenzialità per affrontare il declino cognitivo dovuto all'età.